# Поппо I (Грабфельд)
Поппо I (нем. Poppo I. von Grabfeld; ок. 790—839/841) — граф в Грапфельде и в Заалгау. Основатель рода Поппонидов.
Упоминается в документах 819—839 годов. Его графство в Грапфельде располагалось на границе Баварии и Тюрингии.
Вероятно, потомок Канкора из рода Робертинов, графа в Райнгау. В «Europäische Stammtafeln» назван сыном Генриха, который, в свою очередь, был сыном Хаймриха, графа в Оберрайнгау и Лангау, погибшего 5 мая 795 года в битве при Люне и Эльбе в ходе Саксонских войн.
О детях Поппо нет достоверных сведений. Его внуками считаются:
- Генрих (умер 886), маркграф Нейстрии
- Поппо II (умер 906), герцог Тюрингии